# 歷史的假名遣

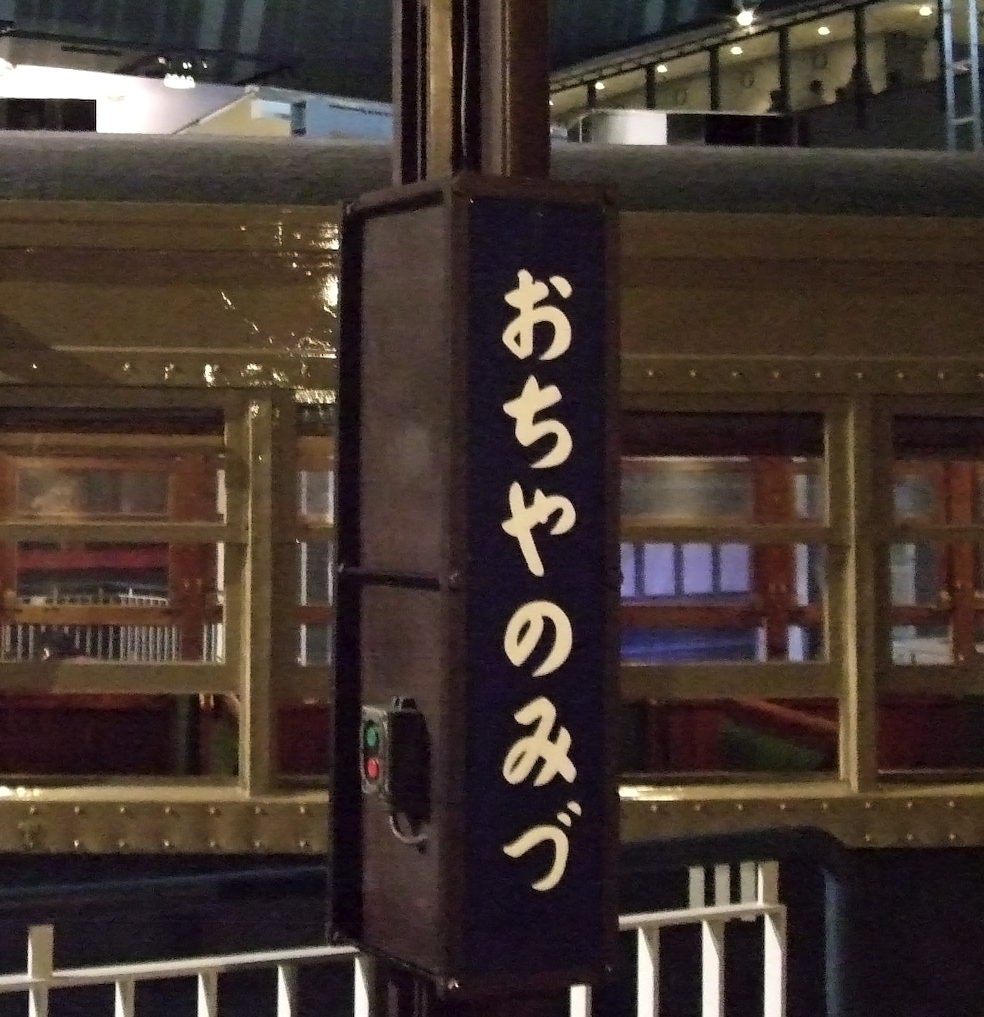
以歷史的假名遣「おちやのみづ」書寫的戰前的御茶之水站名標誌。該站的新假名作「おちゃのみず」，與之相比，舊假名中「ちや」的「や」是大字，「みず」寫作「みづ」。

歷史的假名遣（日语：〔〕／〔〕 Rekishiteki Kanazukai */?）是日語國語記載法（假名遣）的一種。也被稱為舊假名遣（旧仮名遣）等（二者意義有少許差別，詳見下文）。「遣」字（日语： zukai ?）在這裡的意思是「使用（方式）」。

## 概要
歷史的假名遣，如以下所述，根據契沖假名遣的國語學文獻調查作修改。自明治時代到戰後國語國字改革的現代假名遣公佈為止，為實際上日語正書法所使用的記載法。其內容主要是以平安前期的發音、假名遣為基盤、溯及奈良時代，將古代用字、發音增色後的產物。相對於現代假名遣以表音主義為主，歷史的假名遣偏重於語源主義、文法主義。由於是以較少發音變化的語源、文法為基準的緣故，具有不易受到歷史變化影響的優點，在該理由或「鑑於日語傳統的最正統書寫法」之信念下，現在仍有人使用著。
有觀點認為「歷史的假名遣」和「舊假名遣」並非同一概念。「歷史的假名遣」側重「規範」，而「舊假名遣」側重「實態」。例如是事實上存在的舊假名遣，但這種寫法並不規範，故不能叫做「歷史的假名遣」，歷史的假名遣當作，與現代寫法相同。（類似中文「正體字」和「繁體字」，或「正字」和「通行字」的區別。）

## 内容
與現代假名遣相較有如下所述的特征。
- 使用。
- 在連濁音、複合語以外也使用到。
- 在助詞以外也使用。
- 不用小寫假名來記述拗音、促音（外來語除外）。
- 原則上在句中句尾記載為的發音為（即ハ行轉呼）。
- 的發音有三種記載法。
- 的發音有三種記載法。
- 的發音有三種記載法。

## 現代的用例
現代假名遣原則上用於口語文，並不干涉古典文化，因此在以文語文法創作的俳句、短歌中，歷史的假名遣並不少見。另外現代亦有在固有名詞使用歷史的假名遣的場合，例如：
- （一家食品公司）
- （漫画家）
- （字音假名遣之例）
- ヱヴァンゲリヲン新劇場版:序 オリジナルサウンドトラック（福音戰士新劇場版第一部至第三部所使用的標題）

## 外部連結
- 國語國字問題解說[永久]
- 國語問題協議會